# Erich Kauffmann-Jassoy
Erich Edmund Theodor Wilhelm Kauffmann-Jassoy, Pseudonym: Ton Wilky (* 27. November 1877 in Wiesbaden; † 21. Dezember 1948 in Dresden) war ein deutscher Komponist, Musiklehrer und Pianist.

## Leben und Wirken
Er war der Sohn des Chemikers Kauffmann und stammt aus einer Apothekerfamilie in Wiesbaden. Seine Mutter war eine geborene Jassoy, woraufhin er sich später den Künstlernamen Kauffmann-Jassoy zulegte. Nach dem Schulbesuch studierte er Musik bei Edvard Grieg und dessen Schwester. Seine Studien vertiefte er noch am Fuchs’schen Konservatorium. Seit 1904 lebte er in der sächsischen Landeshauptstadt Dresden, wo er sich einen Ruf als hochgeachteter Musikpädagoge erwarb, um den sich viele Schüler scharten. Daneben galt seine ganze Liebe dem Schaffen als Komponist in nahezu allen musikalischen Gattungen. Sogar eine Oper, Der Walpurgistag, befindet sich unter seinen Werken, die 1923 in Liegnitz uraufgeführt wurde. Neben einem solchen weiträumigen, doch volkstümlich gehaltenen Werk schuf er auch Kammermusik besonders träumerischen Harfenklang. 1939 vollendete er seine Märchensinfonie.

## Werke (Auswahl)
- Zwei Lieder für Sopran.
- Wie kannst du grausam mich noch fragen. (Lied) op. 14.
- Mädchen mit goldenem Lockenhaar. op. 23.
- Verlornes Glück. „Mir ist als sei die Sonn’ verbrannt“. op. 27.
- Dramatische Episode für großes Orchester, op. 34. (1927 in Dresden uraufgeführt.)
- Träumerei für die linke Hand.
- Vier schlichte Weisen op. 56.
- Die letzten Menschen. Phantastisches Trau-Drama frei nach Friedrich Jacobsen. 1910.

## Nachlass
Sein künstlerischer Nachlass befindet sich in der Sächsischen Landesbibliothek – Staats- und Universitätsbibliothek, Musikabteilung.